# Вернер фон Беркен
Вернер Рудольф Альфред Федор фон Беркен (нім. Werner Rudolf Alfred Fedor von Bercken; 8 лютого 1897, Оппельн — 29 лютого 1976, Бонн) — німецький воєначальник, генерал-лейтенант вермахту. Кавалер Лицарського хреста Залізного хреста.

## Біографія
Представник знатного вестфальського роду. Син генерал-майора Прусської армії Рудольфа фон Беркена і його дружини Гелени, уродженої Флісс. 10 серпня 1914 року вступив в Прусську армію. Учасник Першої світової війни. Після демобілізації армії залишений в рейхсвері. З 1 жовтня 1936 по 15 грудня 1939 року — командир 3-го батальйону 50-го піхотного полку. З 1 березня 1940 року — командир 2-го курсу 2-го навчального батальйону піхотного училища, з 9 вересня 1940 року — 3-го, потім 1-го батальйону 7-го піхотного полку, з 15 листопада 1940 по 1 грудня 1941 року — 509-го, з 23 грудня 1941 року — 84-го піхотного полку. З 10 листопада 1943 року — командир 102-ї піхотної, з 5 квітня 1945 року — 558-ї народно-гренадерської дивізії. 28 квітня 1945 року взятий в полон радянськими військами. 10 жовтня 1955 року звільнений.

## Звання
- Фенріх (10 серпня 1914)
- Лейтенант (2 жовтня 1914)
- Оберлейтенант (31 липня 1925)
- Гауптман (1 березня 1931)
- Майор (1 січня 1936)
- Оберстлейтенант (1 березня 1939)
- Оберст (1 лютого 1942)
- Генерал-майор (1 лютого 1944)
- Генерал-лейтенант (1 серпня 1944)

## Нагороди
- Залізний хрест
  - 2-го класу (12 березня 1915)
  - 1-го класу (7 листопада 1916)
- Нагрудний знак «За поранення» в сріблі (29 грудня 1918)
- Почесний хрест ветерана війни з мечами (1 січня 1935)
- Медаль «За вислугу років у Вермахті»
  - 4-го, 3-го і 2-го класу (18 років; 2 жовтня 1936) — отримав 3 нагороди одночасно.
  - 1-го класу (25 років; серпень 1939)
- Медаль «У пам'ять 1 жовтня 1938 року»
- Застібка до Залізного хреста
  - 2-го класу (24 жовтня 1939)
  - 1-го класу (25 червня 1941)
- Медаль «За зимову кампанію на Сході 1941/42»
- Штурмовий піхотний знак в сріблі
- Відзначений у Вермахтберіхт (10 грудня 1943)
- Німецький хрест в золоті (1 червня 1944)
- Лицарський хрест Залізного хреста (23 жовтня 1944)